# 上原轍三郎
上原 轍三郎（うえはら てつさぶろう、1883年8月25日 - 1972年2月27日）は、日本の農業経済学者・教育者。専門は、拓殖学（植民学）・開発政策・北海道開拓史。学校法人北海学園理事長・北海学園大学初代学長・北海学園大学短期大学部初代学長等を歴任。

## 経歴
出生から修学期
1883年、広島県山県郡南方村（現・北広島町）で生まれた。旧制日彰館中学（現広島県立日彰館高校）を経て、1905年に札幌農学校に入学。農学校では高岡熊雄に師事した。同校は東北帝国大学農科大学に改組となり、1912年に東北帝国大学農科大学（現・北海道大学農学部）を卒業。
農業経済学者として
1912年、東北帝国大学農科大学助手に採用された。1914年、東北帝国大学農科大学助教授に昇格。改組に伴って後に北海道帝国大学助教授。1919年、ヨーロッパ留学を命じられた。1927年に帰国し、北海道帝国大学教授に就任。大学では「拓殖学」講座を開講した。講座開設にあたっては、「農政拓殖学」講座を師でもある高岡熊雄が担当していたが、上原のために農政学と拓殖学に分け、農政学を高岡が、拓殖学を上原が担当して講義することになったものという。1943年、学位論文『北海道開拓土地制度の研究』を北海道大学に提出して農学博士の学位を取得。
太平洋戦争後
1946年、北海道大学を停年退官し、名誉教授となった。その後は、北海道総合開発調査委員会委員長に就任し、北海道の開発に参与した。
1950年、北海学園名誉学園長戸津高知に請われ、同年開設された北海短期大学初代学長に就任。当時、北海学園では学長に就任してもらうために候補者探しに奔走するも、北海道大学名誉教授の多くに就任を断られ、最終的に上原が「私で良ければ..」と快諾してくれたという。北海学園大学では、浅羽靖と並んで「学園大の父」と称されている。1952年、北海学園大学が開設されると、初代学長に就任。1954年からは同大学図書館長も務めた（1964年まで）。1956年、学校法人北海学園理事長に就任。1957年には、北海学園大学開発研究所を開設して初代所長に就任。1968年、理事長・大学学長・短期大学学長を退任し、名誉学園長となった。
1972年に死去。

## 受賞・栄典
- 1964年：北海道文化賞
- 1970年：北海道開発功労賞

## 研究内容・業績
北海道開拓史の研究分野で優れた業績を残し、屯田兵制度や開拓土地制度などについての多くの著書を残した。戦前･戦後に於ける北海道開発の理論的指導者であった。また私学振興の面で大きな功績を果たし、自由で清新な学風建設に寄与した。
北海学園に関して
上原の残した「私立大学の特質を生かし、輝かしき希望をいだき奮励努力よくその環境を開拓向上するが如き人物を養成することに努めるものである。」という建学の精神は創学理念として継承されている。
上原の死去後、当時北海学園大学付属図書館は蔵書が不足していたため、自己の所有する蔵書のほとんどを「上原文庫」という形で北海学園大学付属図書館に寄贈した。浅羽靖が集めた彼の蔵書や全国各地から寄贈を受けた約1万冊の「北駕文庫」と並んで、「上原文庫」や「高倉文庫」も貴重なコレクションとなっている。

## 著作
著書
- 『北海道屯田兵制度』北海道庁拓殖部 1914
- 『アダム・スミス植民論』北海道帝国大学農学部 1923
- 『満州農業移民の一形態：天理村』北海道帝国大学満蒙研究舎 1937
- 『独逸内国植民事情の成績』北海道帝国大学法経会 1941
- 『北海道屯田兵制度（復刻版）』北海学園出版会 1973
- 『植民地として観たる南洋群島の研究』大空社 2004

共編著
- 『北支移民の研究』高岡熊雄共著、有斐閣 1943